# Johan Bese
Johan Stensson Bese till Herrsäter, död i början av 1505, var en svensk frälseman och riksråd. Johan Bese tillhörde högfrälset och hade ett omfattande godsinnehav i Värmland och Götalandskapen, särskilt i Östergötland.

## Biografi
Johan Bese var son till väpnaren Sten Jönsson Bese och Kristina Amundsdotter. Han omtalas första gången 1466. Johan Bese var från 3 maj 1484 till 1504 häradshövding i Bankekinds härad och från 1489 till 1505 i Åkerbo härad. Han var tidigast 1486 bland rikets råd och män, samt kan belägas som riksråd från 1488 till 1501. 
Johan Bese nämns 1491 som underhäradshövding i Bankekinds härad.
År 1487 deltog Johan Stensson i belägringen av det Ivar Axelsson tillhöriga Stegeborg och deltog senare med Sten Sture den äldre i förhandlingarna om borgens uppgivande samma år. Under hela sitt liv tillhörde Johan Stensson Sturepartiet. 
1493 byter Johan Bese jord med Svarte Åke Jönsson (Svarte Skåning): 
| ”                | Riddaren Svarte Åke Jönsson i Åkerö, lagman i Södermanland, bortbyter sina gods Melstad i Vallerstads socken i Bobergs härad och Örtomta i (Ö.) Ny socken i Linköpings biskopsdöme till Johan Bese i Eriksäter mot Åkfors kvarn med "Blacke strøm" i Björkviks socken i Oppunda härad i Södermanland. | „ |
| – SDHK-nr: 32914 | |   |

Han närvarade inte vid kung Hans kröning 1497 varför han aldrig blev riddare. Tillsammans med Hemming Gadh, Sten Sture, Svante Nilsson och tre andra herrar skrev han 1 augusti 1501 konfederationen i Vadstena där man sade upp troheten mot kung Hans. 

### Egendom
Johan Bese sätesgård var Herrsäter i Grebo socken. Han ägde jord i Bankekinds härad, Björkekinds härad, Bobergs härad, Kinda härad, Skärkinds härad, Åkerbo härad, Jönåkers härad, Oppunda härad, Rönö härad, Västerrekarne härad, Siende härad, Grums härad och Kinne härad.

### Familj
Johan Bese gifte sig första gången 1472 på Gäddeholm med Katarina Jonsdotter (död mellan 1475–1477), dotter till riddaren och riksrådet Johan Gädda (Gäddaätten) och Katarina Bengtsdotter (Königsmarck). De fick tillsammans dottern Gunilla Johansdotter (Bese) gift 1490 med Erik Turesson Bielke.
Johan Bese gifte sig andra gången med Estrid Jönsdotter, dotter till riksrådet Jöns Knutsson (Tre rosor) och Ingegärd Eriksdotter (Skanke). De fick tillsammans barnen Sten Bese (död före 1500) och Johan Bese (död före 1500).
Johan Bese gifte sig tredje gången 1484 med Birgitta Knutsdotter (Ulvsläkten), dotter till riddaren Knut Bengtsson Ulf) och Anna Gustavsdotter (Ängaätten). De fick tillsammans godsägaren Knut Bese (död senast 1516).
Då Knut Bese avled 1516, varvid ätten Bese egentligen utslocknade, även om Johan Beses systerson Nils Bese upptog Besenamnet, och för en generation bildade den yngre Beseätten.
Johan Bese ärvdes av sitt enda överlevande barn, dottern Gunilla Johansdotter (Bese), gift med och från henne härstammar kung Johan IIIs hustru Gunilla Bielke och många inom Sveriges högadel efter medeltidens slut.

## Vapen
- Han förde ett heraldiskt vapen med en sparre och en upprättstående pil under.